# Petites Heures du Duc de Berry
Petites Heures du Duc de Berry – kodeks iluminowany, powstały na przestrzeni lat 1372–1412 przez kilku artystów dla księcia Jana de Berry, stworzony w stylu gotyku międzynarodowego.
Kodeks został zamówiony przez księcia Jana de Berry. Powstawał w trzech etapach a każdy z nich miał innego autora. Prace nad manuskryptem rozpoczęły się w 1372 roku i trwały do 1375 a jego pierwszym autorem był Jean Le Noir, który wykonał dekoracje cyklu pasyjnego, miniaturę otwierającą psalmy pokutne oraz ilustracje do oficjum św. Jana Chrzciciela. W drugim etapie, w latach 1384–1390, powstał cykl godzinek maryjnych. Ich autorem był Jacquemart de Hesdin oraz jego współpracownicy: Mistrz Trójcy Świętej oraz tzw. Mistrz Pseudo-Jacquemart. W trzeciej fazie, w latach 1410–1412, kodeks był poszerzany przez braci Limbourg; wykonali jedną miniaturę Wyjazd księcia z orszakiem z zamku (fol. 288v).
Istnieje hipoteza, iż Petites Heures w latach 1375–1385, należała do Ludwika I d'Anjou i dopiero w 1390 zostały nabyte przez księcia de Berry.